# Loţfābād
Loţfābād (persiska: لطف آباد, Lutfābād, Bāba Jām) är en ort i Iran.   Den ligger i provinsen Khorasan, i den nordöstra delen av landet, 700 km öster om huvudstaden Teheran. Loţfābād ligger 248 meter över havet och antalet invånare är 1 897.
Terrängen runt Loţfābād är platt åt nordost, men åt sydväst är den kuperad. Runt Loţfābād är det ganska glesbefolkat, med 28 invånare per kvadratkilometer. Loţfābād är det största samhället i trakten. Trakten runt Loţfābād består i huvudsak av gräsmarker.